# Joxe Joan González de Txabarri

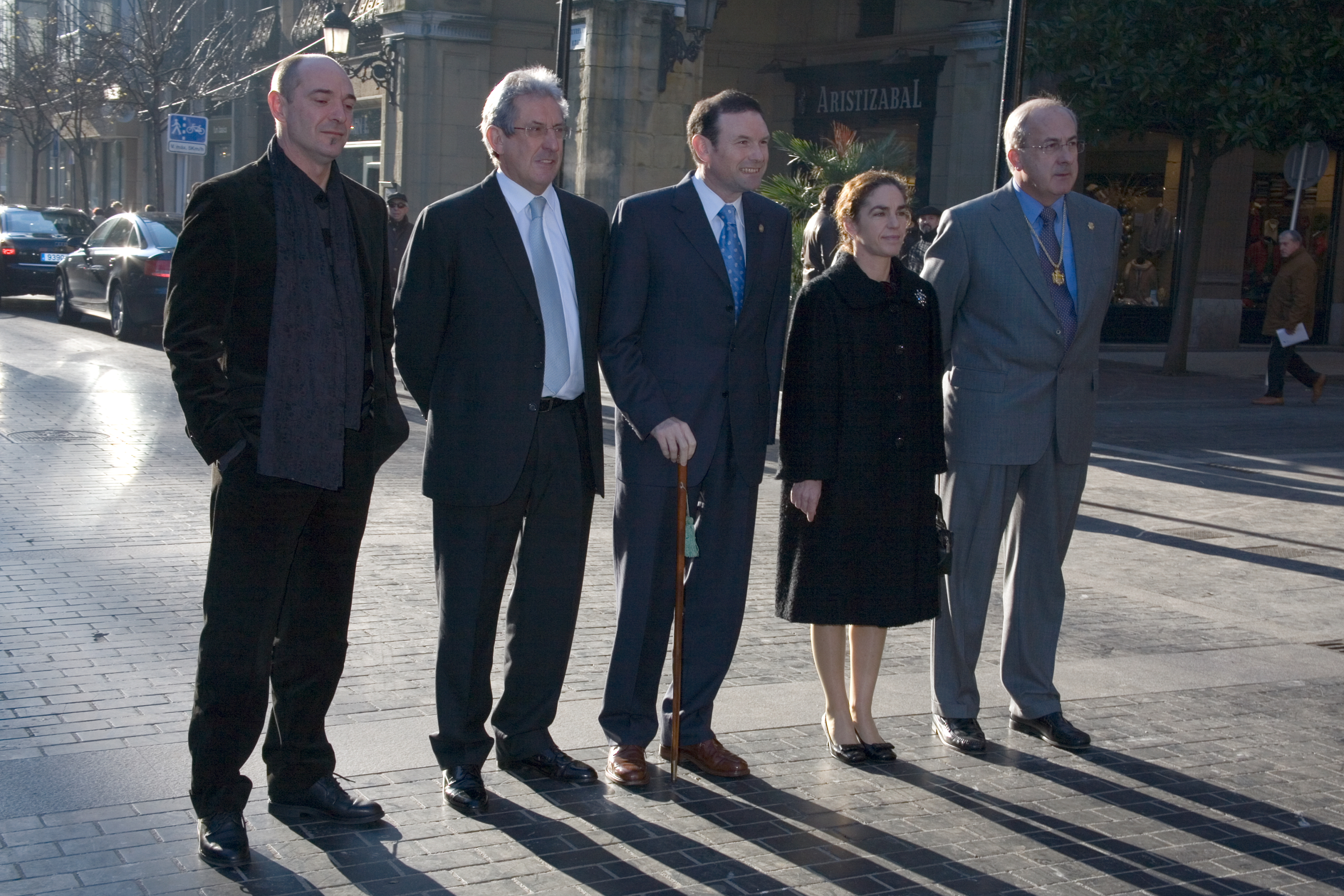
De derecha a izquierda: González de Txabarri, junto a la investigadora Iciar Astiasarán, el lendakari Ibarretxe, el físico Pedro Miguel Echenique y Andoni Egaña

Joxe Joan González de Txabarri Miranda (Zarauz, Guipúzcoa, 30 de noviembre de 1956) es un filólogo y político español adscrito al nacionalista vasco. Fue Diputado General de Guipúzcoa entre 2003 y 2007 y también diputado en el Congreso de los Diputados durante cuatro legislaturas por el PNV. Expresidente de la Autoridad Portuaria de Pasajes.
Joxe Joan González de Txabarri nació en la localidad guipuzcoana de Zarauz en 1956. Se licenció en Filosofía y Letras por la Universidad de Deusto. Afiliado del Partido Nacionalista Vasco. Ingresó como funcionario de carrera del Gobierno Vasco ejerciendo como filólogo dentro de la Consejería de Educación. Entre 1984 y 1989 ocupó el cargo de director general de HABE, la institución del Gobierno Vasco dedicada a la enseñanza de la lengua vasca entre adultos. Entre 1991 y 1992 fue viceconsejero de cultura del Gobierno Vasco. En el plano personal está casado y tiene dos hijos.

## Diputado del Congreso
El 4 de febrero de 1992 sustituyó a su compañero de partido Antton Marquet en el escaño que este poseía en el Congreso de los Diputados por la circunscripción de Guipúzcoa. Durante los 11 años siguientes, González de Txabarri tuvo un asiento en el Congreso en representación de Guipúzcoa y de su partido el PNV. Fue reelegido en las elecciones generales de 1993, 1996 y 2000, siendo en las tres ocasiones el cabeza de lista del PNV por Guipúzcoa.

## Diputado General de Guipúzcoa
Tras 11 años como representante guipuzcoano en Madrid, se convirtió en 2003 en candidato de la coalición nacionalista PNV-EA al cargo de Diputado General de Guipúzcoa. Tras ganar las elecciones renunció a su escaño en el Congreso.
La legislatura de González de Txabarri al frente de la Diputación Foral de Guipúzcoa (2003-2007) se ha caracterizado por varios factores. Por un lado González de Txabarri ha tratado de potenciar y prestigiar la institución a la que representa, considerado por muchos como la gran desconocida del entramado político vasco, a pesar de las importantes atribuciones que posee. Otro hecho que ha caracterizado su gestión son las importantes inversiones en la construcción de carreteras con un número de obras en paralelo sin precedentes en la historia de Guipúzcoa (autopista Éibar-Vitoria, autovía Beasáin-Zumárraga, Autovía del Urumea, Segundo Cinturón de San Sebastián, tercer carril en la AP-8). Están inversiones se han visto favorecidas por una coyuntura económica muy favorable, con ingresos récord de la Hacienda Foral durante el mandato de Glez. de Txabarri. En el punto negro de su gestión cabe citar las interminables polémicas en la que se ha visto implicada la Diputación con otras instituciones sobre importantes infraestructuras como la incineradora de basuras que ha de dar servicio a la mayor parte de la provincia de Guipúzcoa y las ampliaciones del puerto de Pasajes y el Aeropuerto de San Sebastián. Sus críticos achacan al Diputado General un excesivo triunfalismo y afán de protagonismo por su gestión al frente de la Diputación, mientras que otros consideran que ha realizado una buena gestión en su cargo.
El 18 de octubre de 2006 la ejecutiva del PNV en Guipúzcoa anunció de forma sorpresiva que Joxe Joan González de Txabarri no sería candidato del PNV a la reelección como diputado General de Guipúzcoa en las elecciones de 2007 y que su lugar al frente de la candidatura nacionalista lo ocuparía Jon Jauregi, que casualmente fue también el que sustituyó a González de Txabarri en 2003 en el Congreso de los Diputados. La decisión del PNV fue interpretada en los medios periodísticas como fruto de las luchas internas del PNV entre el sector que apoya a Josu Jon Imaz, por aquel entonces presidente del EBB del PNV y el que apoya a Joseba Egibar, presidente del PNV en Guipúzcoa. González de Txabarri apoyó en 2004 públicamente la candidatura de Josu Jon Imaz y era la figura más preeminente de este sector en Guipúzcoa. Es al GBB a quien le toca proponer candidato y a los afiliados y afiliadas de Guipúzcoa a quienes les toca decidir finalmente quien será el candidato. El GBB propuso en primera instancia a Jon Jauregi quien finalmente retiro su candidatura tras una campaña de difamaciones Jon Jauregi, pero González de Txabarri no sería elegido para ocupar el puesto de Jauregi.
González de Txabarri dejó su cargo en julio de 2007 tras ser elegido su compañero de partido Markel Olano como su sustituto en el cargo. Tras esto fue elegido presidente de la autoridad portuaria de Pasajes. Posteriormente con el cambio de Gobierno Vasco el PSE nombra a Miguel Buen para este puesto y Txabarri vuelve a su puesto de funcionario.

## Invitado a abandonar el PNV
En referencia al caso Jon Jauregi, el PNV de Guipúzcoa acusó a un sector de su partido, de estar detrás de las noticias publicadas por la emisora de radio y presentó una denuncia a la agencia vasca de protección de datos. Un año más tarde, los resultados de la inspección fiscal a la que se sometió voluntariamente Jauregi y la resolución de la Agencia de Protección de Datos que demostró que fue desde la propia Diputación Foral de Guipúzcoa de donde se filtraron algunos datos fiscales del candidato a los medios de comunicación . A raíz de este asunto la Asamblea Regional del PNV en Guipúzcoa invitó a Joxe Joan González de Txabarri a que abandonará el partido. 
| Predecesor: Román Sudupe Olaizola | Presidente de la Diputación Foral de Guipúzcoa 2003-2007 | Sucesor: Markel Olano Arrese |

- Datos: Q9015039
- Multimedia: Joxe Joan Gonzalez de Txabarri / Q9015039